# قوخور
قوخور (به ترکی آذربایجانی: Quxur) یک منطقه مسکونی در جمهوری آذربایجان است که در شهرستان قوسار واقع شده است.

## ریشه واژه
قوو یا قووِد در زبان لزگی به‌معنی دو و خور به‌معنی روستا است و معنای کلی آن یعنی دو روستا یا روستای دوم است.